# Rezerwat przyrody Nietoperze w Starym Browarze
Rezerwat przyrody „Nietoperze w Starym Browarze” – faunistyczny rezerwat przyrody położony w północno-zachodniej części Piły, w powiecie pilskim (województwo wielkopolskie).

## Wiadomości ogólne
Powierzchnia: 0,9530 ha.
Rezerwat znajduje się na obszarze ruin dawnego browaru Hammer, na terenie nieistniejącej już osady Kuźnica Pilska (obecnie Koszyce – dzielnica Piły). Położony jest w sąsiedztwie rezerwatu krajobrazowego „Kuźnik”. Obiekt stanowi jedno z najcenniejszych w Wielkopolsce i ważne w skali kraju zimowisko nietoperzy. Z mocy ustawy o ochronie przyrody obowiązuje tu szereg zakazów, m.in. zakłócania ciszy, ruchu pieszego, rowerowego, biwakowania, palenia ognisk czy wprowadzania psów.

## Przyroda
Fauna:
- nocek duży (Myotis myotis),
- nocek Bechsteina ((Myotis bechsteinii),
- nocek łydkowłosy (Myotis dasycneme),
- nocek Natterera (Myotis nattereri),
- nocek rudy (Myotis daubentonii),
- nocek wąsatek (Myotis mystacinus),
- nocek Brandta (Myotis brandtii),
- gacek brunatny (Plecotus auritus),
- chrząszcze (Coleoptera).

## Podstawa prawna
- Zarządzenie Zarządzenia Regionalnego Dyrektora Ochrony Środowiska w Poznaniu z dnia 23 stycznia 2015 r. w sprawie uznania za rezerwat przyrody[1] (Dz.Urz. Woj. Wielkopolskiego z 27 stycznia 2015 r. poz. 431)